# Pseudogeniates richterianus
Pseudogeniates richterianus är en skalbaggsart som beskrevs av Ohaus 1910. Pseudogeniates richterianus ingår i släktet Pseudogeniates och familjen Rutelidae. Inga underarter finns listade i Catalogue of Life.